# Iván Zamorano
Iván Luis Zamorano Zamora, född 18 januari 1967 i Santiago, är en chilensk före detta fotbollsspelare.
Han blev känd för sitt målsinne, sitt huvudspel och sin kämpaglöd. Han var också kapten för det chilenska landslaget under många år. Zamorano är en av de mest framgångsrika fotbollsspelarna någonsin i Chile.
Zamorano avslutade sin aktiva karriär 2003 och är idag en framgångsrik affärsman och Unicef-ambassadör.
2004 blev han vald till FIFA 100 som utgörs av världens bästa fotbollsspelare nu levande av Pelé.

## Karriär
Zamorano började sin karriär i Cobresal säsongen 1983 och spelade där fram till 1988 innan han såldes till den schweiziska klubben St. Gallen. (1986 hade han också en kort sejour i Cobreandino). Under sin tid i Cobresal vann han Copa Chile och blev lagets skyttekung med 35 mål på 29 matcher.
1988 debuterade Zamorano för sin nya klubb St. Gallen och lyckades göra sig ett namn i resten av Europa så han vann skytteligan under sin första säsong i klubben. Zamorano imponerade stort under sin tid i Schweiz och efter bara två säsonger hade han gjort 34 mål på 56 matcher. Detta väckte intresse hos Sevilla, som 1990 köpte loss honom från St. Gallen. Det var klubbens dåvarande chilenske tränare Vicente Cantatore som fått upp ögonen för den unge Zamorano.
Där vann han fansens kärlek med sitt uppoffrande spel och sina mål.
Det gjorde att mäktiga Real Madrid fick ögonen på honom och värvade honom slutligen 1992.
I Real Madrid gick det mycket bra med 27 mål och vinst i Copa del Rey, Spanska Supercupen och utsedd till turneringens bäste iberoamerican.
Mellan 1993 och 1994 blev det inga mål för Zamorano, men måltorkan var snart över när han säsongen 1994/1995 vann La liga och blev pichichi (skyttekung) med sina 27 fullträffar.
Ett av de största ögonblicken i klubben var hans hattrick på rivalerna Barcelona i ligan.
1996 lämnade han Spanien för spel i Italien för Inter där han aldrig riktigt slog igenom, mest på grund av skada.
Största ögonblicket var vinsten i UEFA-cupen där han gjorde ett av målen.
I Internazionale bildade han anfallspar med Ronaldo och bar det diskutabla numret 1 + 8 vilket gjorde honom mycket populär bland fansen.
2001 lämnar han europeisk fotboll för spel i Club America i Mexiko där han hann vinna en turnering 2002. 
2003 avsltade Zamorano sin karriär i Chile med att spela för Colo-Colo, något som han hade lovat sin far som liten.
Men avslutningen blev inte den han hoppats på i Colo-Colo. I den sista finalmatchen mot Cobreloa gjorde de 3-0, ett mål som enligt Zamorano borde ha dömts till offside. Men domaren vägrade att ändra domslutet vilket gjorde Zamorano rasande. Han skallade domaren och blev utvisad. Det chilenska fotbollsförbundet valde att stänga av honom 11 matcher men istället för att avstå från de matcherna valde anfallaren att avsluta karriären omedelbart.

## Landslaget
Iván Zamorano debuterade den 19 juni 1987 vid 20-årsåldern i en vänskapsmatch mot Peru som slutade med vinst 3-1.
Totalt gjorde han 34 mål på 69 landskamper och spelade i VM i fotboll 1998. Han är ansedd som en av Chiles bästa fotbollsspelare genom tiderna. Zamorano bildade under en tid i landslaget anfallspar med Marcelo Salas. Denna duo fick sitt smeknamn ZA - SA och satte stort eko under VM i Frankrike 1998. Zamorano hade nummer 9 på ryggen i landslaget.
På de Olympiska sommarspelen 2000 vann han bronsmedalj och blev turneringens skyttekung med 6 mål.
Hans sista landskamp (34 år) blev den 1 september 2001 en vänskapsmatch mellan Chile och Frankrike som slutade med en 2-1-vinst över fransmännen.

## Meriter
Lagtitlar
- 1987 - Copa Chile vinnare (Cobresal)
- 1993 - Copa del Rey vinnare (Real Madrid)
- 1993 - Supercopa de España vinnare (Real Madrid)
- 1995 - La Liga vinnare (Real Madrid)
- 1998 - UEFA-cupen (Internazionale)
- 2002 - Mexikanska Sommar Ligan vinnare (America)

Individuella titlar
- 1993 - EFE Trofé vinnare (Real Madrid)
- 1995 - Pichichi Trofé vinnare (Real Madrid)
- 1995 - EFE Trofé vinnare (Real Madrid)

## Privatliv
Iván Zamorano är gift med den argentinska modellen Maria Albero med vilken han har två barn.